# Туга
Туга (или жалост) је примарна емоција која се јавља као реакција на губитак нечег драгоценог, важног, чему појединац придаје посебан значај. Према психоанализи, жалост је нормалан одговор на губитак вољеног објекта. За тугу је карактеристично болно нерасположење, пролазни прекид интересовања за спољашњи свет, губитак способности за љубав, безвољност. На плану понашања, жалост се манифестује у успореном ходу, одсуству гестикулације, тихом и монотоном говору, избегавању контаката и сл. Плакање може бити показатељ туге.
Туга је једна од шест основних емоција које описује Пол Екман, заједно са срећом, бесом, изненађењем, страхом и гађењем.‍:271–4

## Детињство
Туга је уобичајено искуство у детињству. Понекад туга може довести до депресије. Неке породице могу имати (свесно или несвесно) правило да туга „није дозвољена“, али Робин Скинер је сугерисао да то може да изазове проблеме, тврдећи да када се туга „заклони“, људи могу постати плитки и манични.‍:33; 36 Педијатар Т. Бери Бразелтон сугерише да признавање туге може олакшати породицама да се баве озбиљнијим емоционалним проблемима.‍:46; 48
Туга је део нормалног процеса одвајања детета од ране симбиозе са мајком и осамостаљивања. Сваки пут када се дете мало више одвоји, мораће да се носи са малим губитком. Ако мајка не може да дозволи мању жалост која је укључена, дете можда никада неће научити како да се само носи са тугом.‍:158–9 Бразелтон тврди да превише орасположења детета обезвређује емоцију туге за њих;‍:52 а Селма Фрејберг сугерише да је важно поштовати право детета да доживи губитак у потпуности и дубоко.
Маргарет Малер је такође видела способност осећања туге као емоционално достигнуће, за разлику од, на пример, одвраћања од ње кроз немирну хиперактивност. Д. В. Виникот је на сличан начин видео у тужном плакању психолошки корен вредних музичких искустава у каснијем животу.

## Неуроанатомија
О неуронауци туге спроведено је знатно истраживање. Према American Journal of Psychiatry, утврђено је да је туга повезана са „повећањем билатералне активности у близини средњег и задњег темпоралног кортекса, бочног малог мозга, малог мозга, средњег мозга, путамена и каудата“. Хозе В. Пардо, M.D и Ph.D, води истраживачки програм из когнитивне неуронауке. Користећи позитронску емисиону томографију (PET) Пардо и његове колеге успели су да изазову тугу код седам нормалних мушкараца и жена тражећи од њих да размишљају о тужним стварима. Они су приметили повећану мождану активност у билатералном инфериорном и орбитофронталном кортексу. У студији која је изазвала тугу код испитаника приказивањем емоционалних филмских клипова, осећај је био у корелацији са значајним повећањем регионалне мождане активности, посебно у префронталном кортексу, у региону званом Бродманова област 9 и таламусу. Значајно повећање активности је такође примећено у билатералним предњим темпоралним структурама.

## Механизми суочавања
Људи се носе са тугом на различите начине, и то је важна емоција јер помаже да се мотивишу људи да се изборе са својом ситуацијом. Неки механизми суочавања укључују: добијање друштвене подршке и/или провођење времена са кућним љубимцем, прављење листе или ангажовање у некој активности за изражавање туге. Неки појединци, када се осећају тужно, могу се искључити из друштвеног окружења, како би одвојили време да се опораве од тог осећаја.
Бити пажљив према нечијој тузи и стрпљив према њој може такође бити начин да људи уче кроз самоћу; док емоционална подршка која помаже људима да остану са својом тугом може бити од додатне помоћи.‍:164 Такав приступ је подстакнут основним веровањем да губитак (када се осећа свим срцем) може довести до новог осећаја живота и поновног ангажовања са спољним светом.

## Зенична емпатија
Величина зенице може бити показатељ туге. Тужан израз лица са малим зеницама се оцењује као интензивнији како се величина зенице смањује. Величина зенице посматрача такође одражава ово и постаје мања када гледа тужна лица са малим зеницама. Не постоји паралелни ефекат када људи гледају неутралне, срећне или љуте изразе лица. Већи степен у коме се зенице неке особе огледају у другом, предвиђа веће учешће неке особе на емпатији. Код поремећаја као што су аутизам и психопатија, изрази лица који представљају тугу могу бити суптилни, што може показати потребу за више нејезичком ситуацијом која би утицала на њихов ниво емпатије.

## Вокални израз
Према DIPR научнику Свати Џохару,‍:VII туга је емоција „идентификована тренутним говорним дијалогом и системима за обраду“.‍:12 Мерења за разликовање туге од других емоција у људском гласу укључују квадратну средину (RMS) енергије, тишине међу речима и брзина говора. То се саопштава углавном снижавањем средње вредности и варијабилности основне фреквенције (f0), осим што је повезано са нижим интензитетом гласа, и са смањењем f0 током времена. Џохар тврди да, „када је неко тужан, производи се спор, ниски говор са слабом високом аудио фреквенцијом”. Слично томе, „ниско енергетско стање туге се приписује спором темпу, мањој брзини говора и средњој висини тона“.‍:10; 13
Туга је, како наводи Клаус Шерер, једна од „најбоље препознатљивих емоција у људском гласу“, иако је „генерално нешто нижа од израза лица“. У студији Шерера, откривено је да је у западним земљама туга имала 79% тачности за препознавање лица и 71% за вокалне инидикације, док су у незападним земљама резултати били 74% и 58%.

## Културна истраживања
Током ренесансе, Едмунд Спенсер у The Faerie Queene подржава тугу као маркер духовне посвећености.
У Господару прстенова, туга се разликује од несреће, да би се илустровало Толкиново преферирање тужне, али утврђене одлучности, за разлику од онога што је он видео као плића искушења било очаја или наде.
Јулија Кристева је сматрала да су „разноврсност расположења, разноликост у тузи, префињеност у тузи или жалости отисак човечанства које сигурно није тријумфално већ суптилно, спремно за борбу и креативно“.